# Pseudoxanthozona denudata
Pseudoxanthozona denudata là một loài ruồi trong họ Tachinidae.